# Danburita
La danburita és un silicat similar al topazi que té la fórmula química CaB₂(SiO₄)₂. El seu nom deriva de Danbury, Connecticut, Estats Units, on la va descobrir per primer cop el 1839 Charles Upham Shepard.
Aquest mineral és molt dur, pesant i difícilment exfoliable; té forma ròmbica i sovint presenta moltes fractures internes. En general és incolor, com el quars, però també pot ser de color blanc (lletós), groc pàl·lid, rosat o marró groguenc. Generalment, es presenta formant cristalls prismàtics purs, rics en facetes terminals, de vegades acabats en falca. Sovint es troba en roques metamòrfiques de contacte i en venes hidrotermals de baixa temperatura.
Segons la classificació de Nickel-Strunz, la danburita pertany a «09.FA - Tectosilicats sense H₂O zeolítica, sense anions addicionals no tetraèdrics» juntament amb els següents minerals: kaliofil·lita, kalsilita, nefelina, panunzita, trikalsilita, yoshiokaïta, megakalsilita, malinkoïta, virgilita, lisitsynita, adularia, anortoclasa, buddingtonita, celsiana, hialofana, microclina, ortosa, sanidina, rubiclina, monalbita, albita, andesina, anorthita, bytownita, labradorita, oligoclasa, reedmergnerita, paracelsiana, svyatoslavita, kumdykolita, slawsonita, lisetita, banalsita, stronalsita, maleevita, pekovita, lingunita i kokchetavita.
A Europa, aquest mineral es pot trobar en cristalls petits, purs i abundants, en esquerdes alpines a Grigioni (Suïssa). De mida més grossa, són els procedents de Mèxic; aquests, però, no estan tan ben acabats ni polits com els anteriors. Aquest mineral només es fa servir per a ús científic i col·leccionista. És difícil trobar cristalls transparents prou grans per tallar-lo per fer-ne pedres per a joieria de més de 2-3 cm. La danburita tallada té un llustre i un índex de refracció molt a prop del topazi blanc, però gemmològicament aquestes dues espècies es poden separar per la diferència en el pes específic (el topazi és més dens) i la birefringència, que és més alta en el topazi. La fluorescència blava distintiva de moltes danburites quan està exposada a la llum ultraviolada, n'és també un criteri d'identificació.